# Simulium chutteri
Simulium chutteri är en tvåvingeart som beskrevs av Lewis 1965. Simulium chutteri ingår i släktet Simulium och familjen knott. Inga underarter finns listade i Catalogue of Life.